# Stellahaus

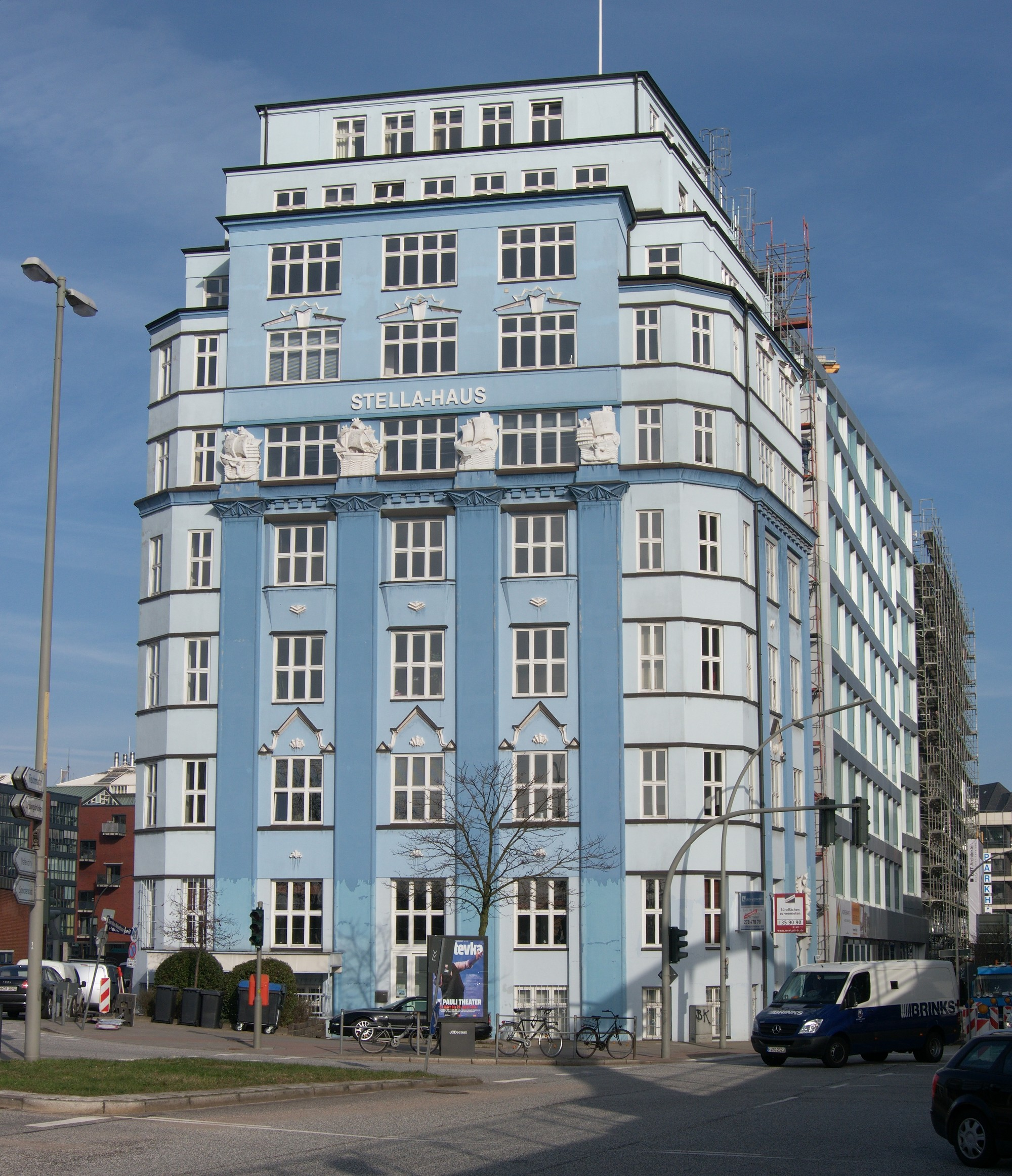
Stellahaus

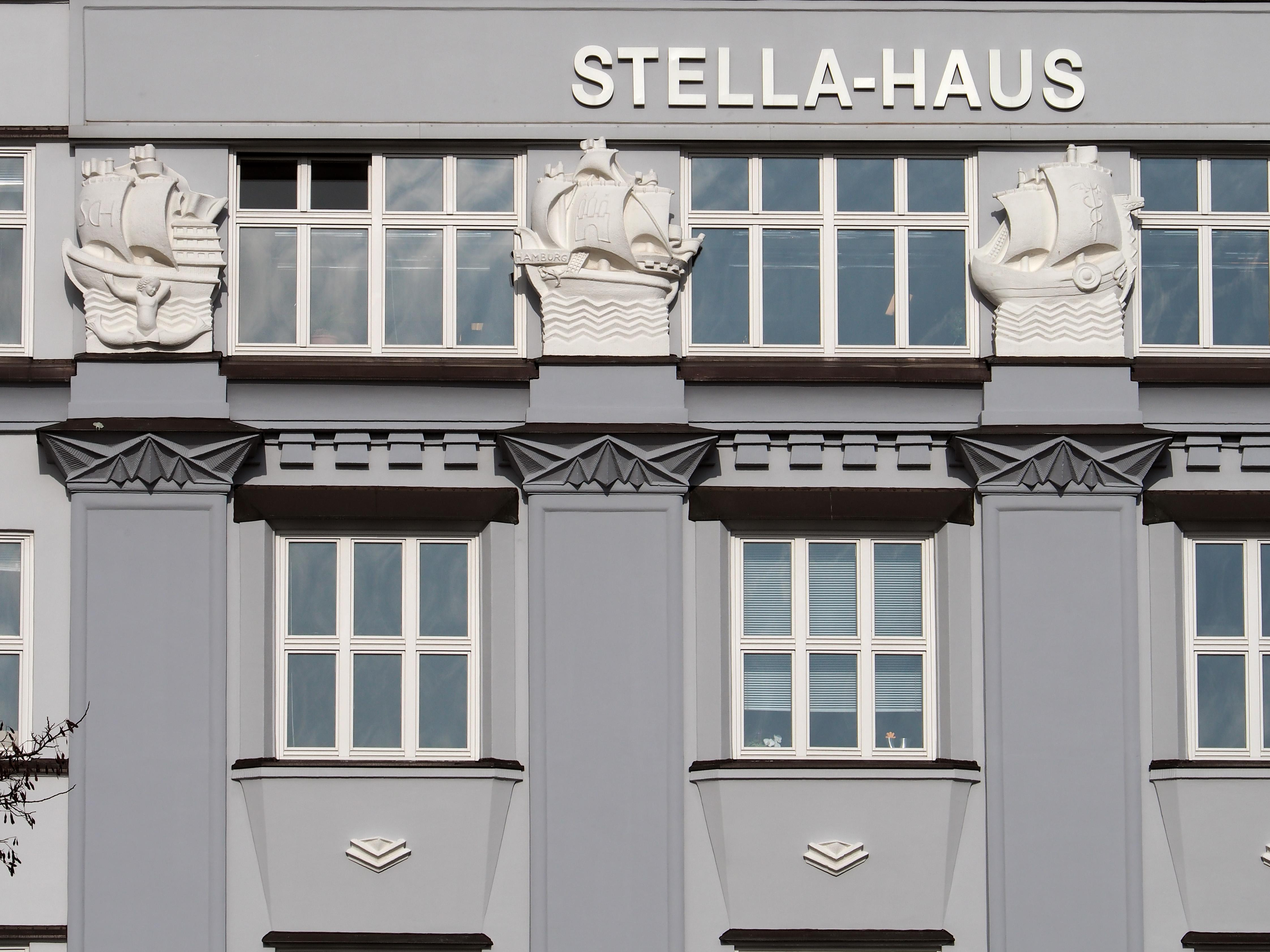
Expressionistisches Dekor von Richard Kuöhl

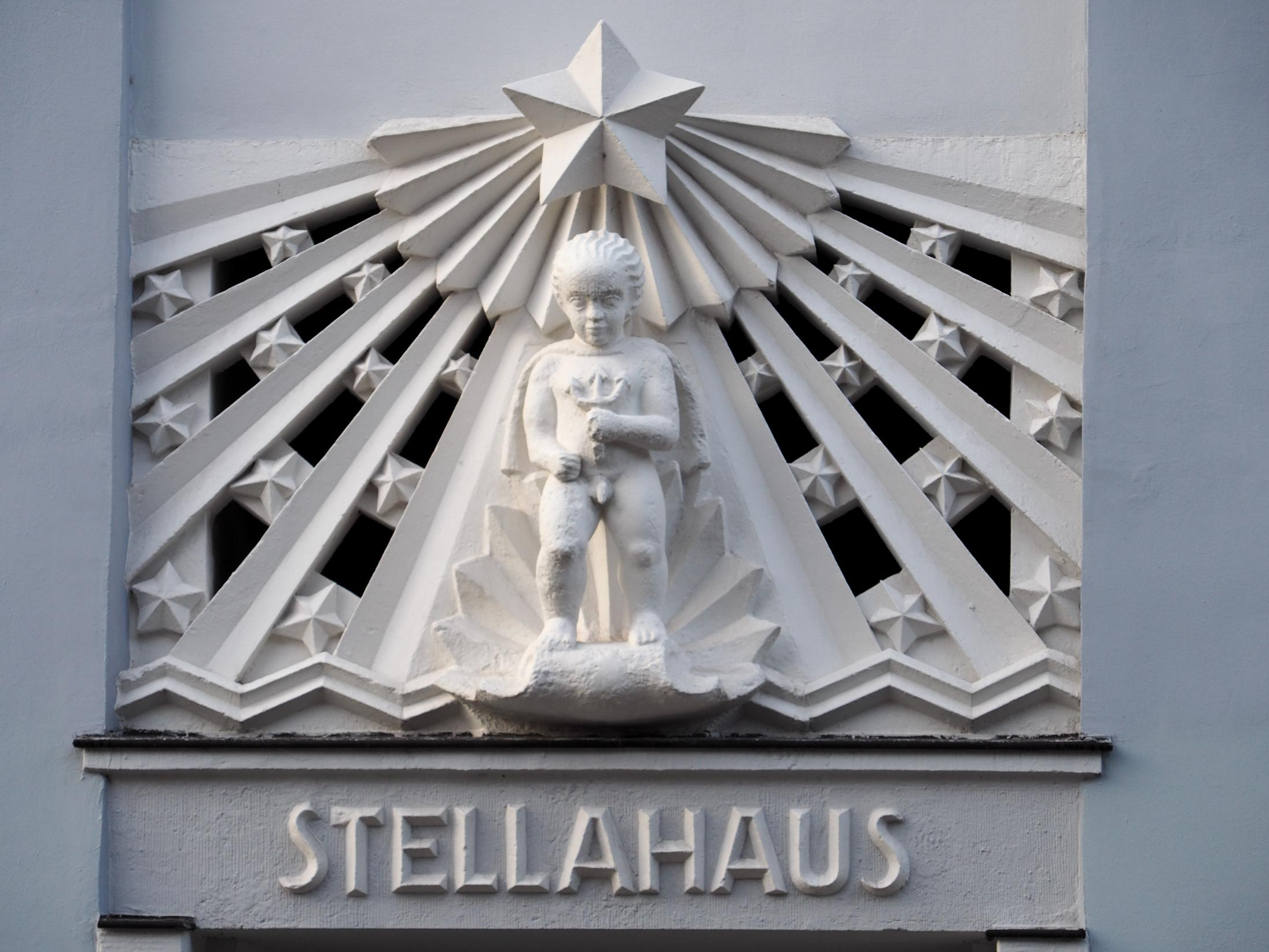
Poseidon als Knabe

Das Stellahaus ist ein Kontorhaus in Hamburg-Altstadt, Rödingsmarkt 52. Das Gebäude steht als eingetragenes Kulturdenkmal unter Denkmalschutz.

## Lage und Beschreibung
Das zehngeschossige Kontorhaus steht an drei Seiten frei (Herrlichkeit / Beim Alten Waisenhause / Rödingsmarkt) und war eines der ersten Hochhäuser Hamburgs. Die verputzte Fassade ist durch Kolossal-Pilaster sowie durch Gesimse und Friese gegliedert. Sie trägt hafenseitig vier von dem Hamburger Bildhauer Richard Kuöhl entworfene Halbrelief-Skulpturen, die Hansekoggen darstellen. Über der Eingangstür befindet sich ein Relief von Poseidon als Knaben. Der expressionistische Dekor leitet sich vermutlich vom Namen des Hauses ab, da „Stella“ das lateinische Wort für Stern ist.

## Geschichte
Das ursprünglich fünfgeschossige Gebäude wurde 1874–1875 nach Plänen des Hamburger Architekten Martin Haller errichtet. 1922–1923 erfolgte seine Aufstockung um fünf zusätzliche Geschosse. Da der Altbau die Lasten nicht tragen konnte, erhielten die auf einer Eisenkonstruktion neu errichteten Geschosse ein eigenes Fundament. Es handelte sich um Staffelgeschosse, was zur damaligen Zeit eine Neuerung darstellte. Das Gesamtbauwerk erhielt so einen turmartigen Charakter. Eine weitere Neuerung war die verputzte Fassade, deren expressionistische Formen den Stil der Zeit ausdrückten. Die Pläne für diesen Umbau des Gebäudes erstellten die Architekten Albert Lindhorst, Edwin Reith sowie Christian Zauleck und Franz Hormann. Das Bauwerk wird nach wie vor als Bürogebäude genutzt.

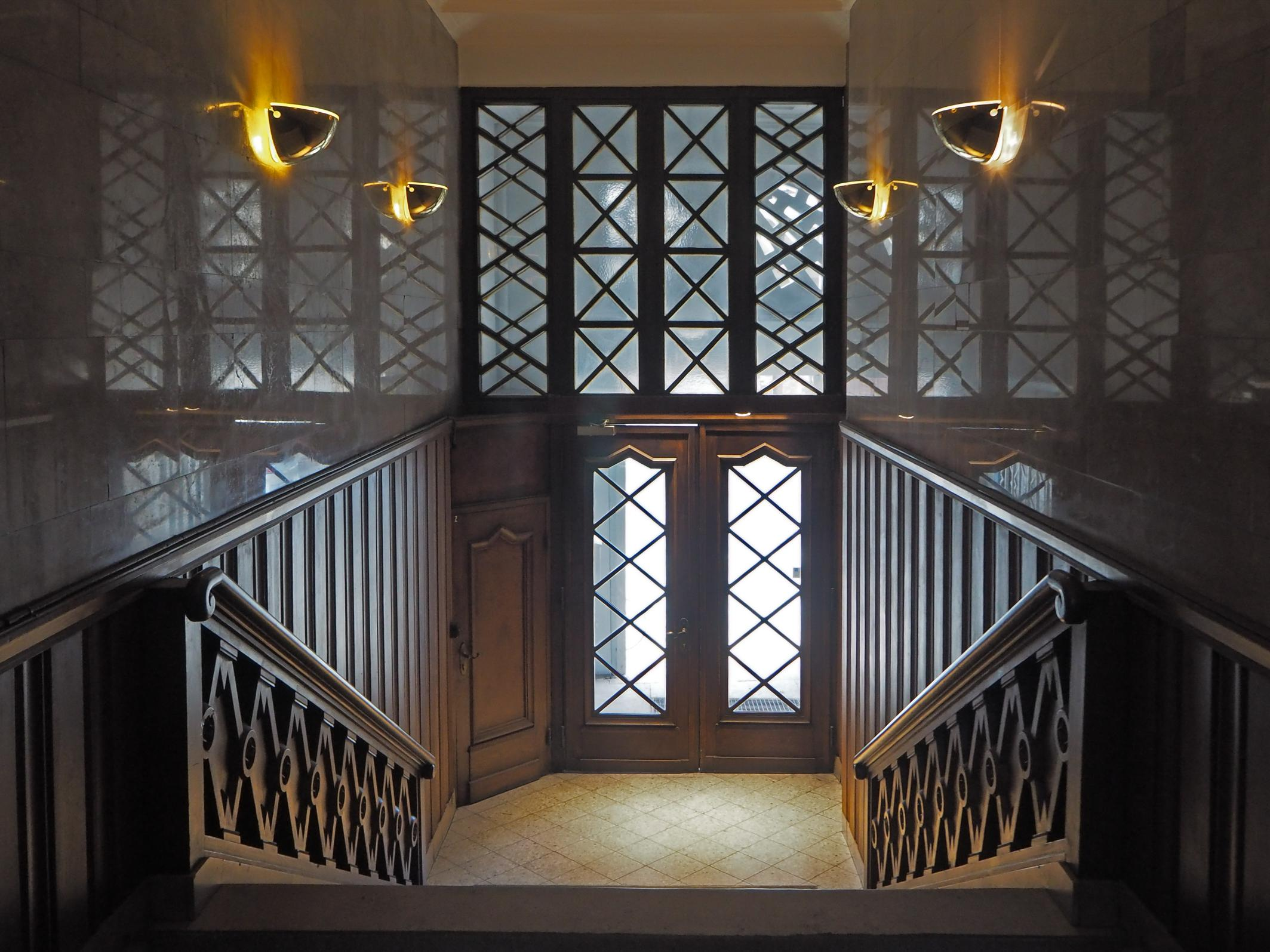
Vestibül
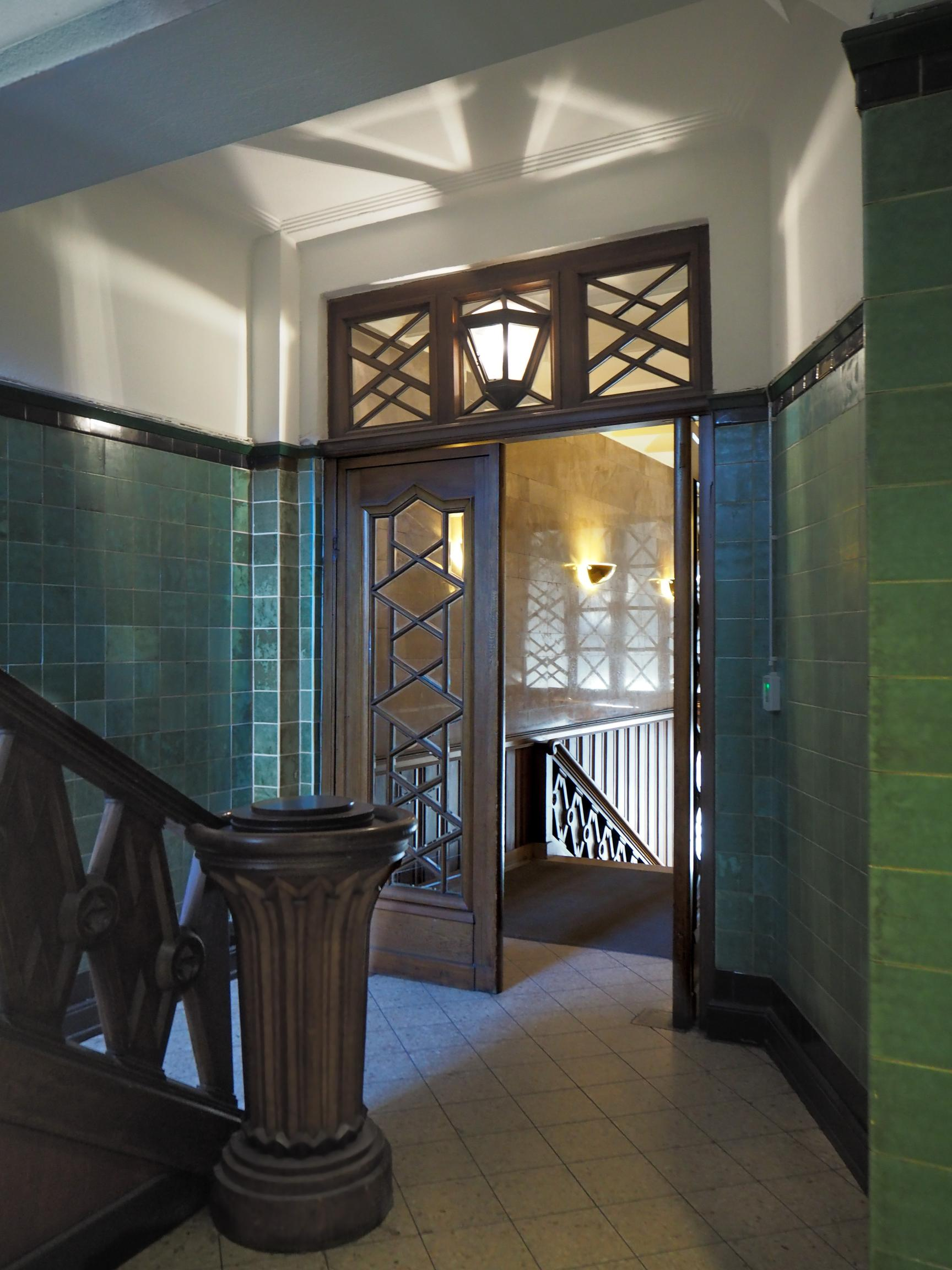
Treppenhaus